# Juan Arango Jr.
Juan Fernando Arango Tortolero (Calviá, España; 27 de junio de 2006), también conocido como Juan Arango Jr. es un futbolista venezolano, que juega como delantero en el Girona "B" de la Tercera Federación de España. Es hijo del exfutbolista venezolano Juan Arango.

## Trayectoria

### Inicios
Nació en Mallorca, siendo su padre el exfutbolista venezolano Juan Arango y siendo su madre Laurys Tortolero, la hija del exfutbolista venezolano Argenis Tortolero. Formado en un inicio en la escuela de fútbol de su padre.
En el año 2020 se conoce que firma con la academia del Caracas Fútbol Club, y en el 18 de agosto de 2022 tras estar a prueba desde mayo de 2021, firma su primer contrato profesional hasta el 2025 con el Girona FC.
Terminaría debutando semiprofesionalmente el 2 de octubre de 2022 con el filial del Girona, en un encuentro ante el Futbol Club Vilafranca donde ingresó al minuto 70′, y logró anotar uno de los goles con los que el Girona "B" derrotó 4-2 al FC Vilafranca. Ulteriormente su primera titularidad sería el 16 de octubre de 2022 en la goleada 4-0 sobre el UE Tona por la Tercera RFEF de España. Ejerció labores de volante ofensivo de perfil zurdo y cabe destacar que también marcaría un tanto en este encuentro.

## Selección nacional

### Categorías inferiores
Empezó su andar en la selección de fútbol sub-17 de Venezuela de la mano del profesor argentino Ricardo Valiño, cuando este lo llamó y así formó parte del plantel que disputó el Sudamericano Sub-17 en Ecuador. Debutando así ante la similar de Argentina. Disputaría los 90 minutos terminando el marcador en 4-2 a favor de la albiceleste; sin embargo lograría estrenarse en el marcador y anotar en un encuentro ante Bolivia, resultado que culminaría en un 2-0 para Venezuela. Posteriormente también anotaría ante Brasil aunque terminaría en un 2-1 a favor de la canarinha. Sin embargo la selección lograría, a la larga, clasificarse al mundial sub-17.

## Características técnicas
A diferencia de su padre Juan Arango —que es zurdo—, Arango Jr. es diestro, además que también es un jugador mucho más físico y corpulento, pero no deja de lado su velocidad y habilidad de gambeta en el uno contra uno. Se destaca por su zancada y pase, aunque suele tener cierta duda en el remate al primer toque. Su altura y físico lo hace ganar ante varios jugadores de edad similar en duelos físicos disputando la pelota o protegiendo la misma, logrando así imponerse en la mayoría de ocasiones.

## Estadísticas

### Juvenil
| Club                    | País      | Temporadas      |
| ----------------------- | --------- | --------------- |
| Juveniles Caracas F. C. | Venezuela | 2020 - 2021     |
| Girona F. C. Cadete     | España    | 2021 - 2022     |
| Girona F. C. "B" Senior | España    | 2021 - 2022     |
| Girona F. C. "B"        | España    | 2022 - presente |

## Vida privada
Juan Arango Tortolero es el hijo del exfutbolista venezolano Juan Arango, excapitán de la selección nacional de Venezuela. Además, es sobrino de Edson Tortolero también excapitán, e igualmente es primo del futbolista Edson Tortolero Toro, hijo de Edson Tortolero, y nieto de Argenis Tortolero, quien fuera el autor del primer gol venezolano por eliminatorias.
Creció entre Palma de Mallorca, España, y Mönchengladbach, ciudad alemana donde se asentó en su niñez e incluso, empezó su primera travesía en el fútbol. Para después, asentarse en España definitivamente.